# Ralph Borgwardt
Ralph Borgwardt (* 2. Dezember 1919 in Berlin; † 26. August 1998 ebenda) war ein deutscher Schauspieler.

## Leben
Nach einer Ausbildung zum Werkzeugmechaniker und privatem Schauspielunterricht in seiner Geburtsstadt, folgte 1945 nach Kriegsende sein Schauspieldebüt an einem Kabarett. Zwei Jahre später führte ihn ein fünfjähriges Theaterengagement ans Stralsunder Theater, sowie von 1952 bis 1970 ans Volkstheater Rostock und schließlich wieder nach Berlin, ans Deutsche Theater, wo er über zwei Jahrzehnte als Charakterdarsteller spielte.
Abseits seiner Bühnentätigkeit spielte Borgwardt ab Anfang der 1960er Jahre auch in einigen Film- und Fernsehproduktionen der DEFA und des Deutschen Fernsehfunks (DFF) mit, wie etwa als Bohrmeister Koller in Hanns Anselm Pertens Gegenwartsfilm Terra incognita.
1965 wurde er mit dem Kunstpreis der DDR ausgezeichnet, 1970 mit dem Conrad-Ekhof-Ring des Volkstheaters Rostock.

## Filmografie
- 1962: Die Entdeckung des Julian Böll
- 1963: Die Hochzeit von Länneken
- 1965: Terra incognita
- 1966: Die Reise nach Sundevit
- 1967: Ein Lord am Alexanderplatz
- 1970: Der rote Reiter
- 1971: In Sachen Adam und Eva
- 1971: Kennen Sie Urban?
- 1971: Der Staatsanwalt hat das Wort: Zwei Promille (TV-Reihe)
- 1973: Stülpner-Legende (Fernsehserie)
- 1975: Der Staatsanwalt hat das Wort: Erzwungene Liebe
- 1975: Am Ende der Welt
- 1976: Leben und Tod Richard III. (Theateraufzeichnung)
- 1977: Die unverbesserliche Barbara
- 1978: Über sieben Brücken mußt du gehn
- 1978: Gefährliche Fahndung (Fernsehserie)
- 1978: Anton der Zauberer
- 1979: Addio, piccola mia
- 1979: Die Birke da oben (Fernsehfilm)
- 1980: Unser Mann ist König (Fernsehserie)
- 1980: Die Heimkehr des Joachim Ott (Fernsehfilm)
- 1983: Die traurige Geschichte von Friedrich dem Großen (Theateraufzeichnung)
- 1983: Es geht einer vor die Hunde (Fernsehfilm)

## Theater
- 1952: Georgi Mdivani: Wo drückt der Schuh (Direktor) – Regie: Hanns Anselm Perten (Volkstheater Rostock)
- 1971: Arnold Wesker: Goldene Städte – Regie: Hans-Georg Simmgen  (Deutsches Theater Berlin)
- 1978: Gerhart Hauptmann: Michael Kramer – Regie: Wolfgang Heinz (Deutsches Theater Berlin)
- 1981: Jean-Claude Grumberg: Dreyfus (Zyonistischer Redner) – Regie: Ulrich Engelmann (Deutsches Theater Berlin im Berliner Arbeiter-Theater)

## Hörspiele
- 1964: K. M. Walló: Die Prinzessin mit dem goldenen Stern (Koch) – Regie: Renate Thormelen (Kinderhörspiel – Litera)
- 1967: Dänisches Märchen: Die Koralle (Kokosnuss) – Regie: Christine van Santen (Kinderhörspiel – Litera)
- 1973: Norwegisches Volksmärchen: Der kleine Frikk (Lehensmann) – Regie: Christine van Santen (Kinderhörspiel – Litera)
- 1975: Jules Verne: Die Erfindung des Verderbens (Französischer Kriegsminister) – Regie: Andreas Scheinert (Kinderhörspiel – Rundfunk der DDR)